# Castelo de Vinhais
O Castelo de Vinhais localiza-se na vila e sede do município de Vinhais, no distrito de Bragança, em Portugal.
Castelo da raia, a sua proximidade e as facilidades de comunicação com o reino de Castela influenciaram a sua história, cuja posse oscilou entre ambos os reinos na Crise de 1383/85.
O Castelo de Vinhais foi classificado como Monumento Nacional em 1947.

## História

### Antecedentes
A ocupação humana da região remonta à época pré-histórica, conforme os testemunhos arqueológicos, nomeadamente Arte rupestre, e os monumentos megalíticos (dólmens) e castros.
Vinhais foi, primitivamente, um castro de povoamento galaico que, no contexto da Invasão romana da península Ibérica foi transformado em castro galaico-romano, com o seu ópido. Acerca da localização dessa primitiva povoação os estudiosos dividem-se entre três hipóteses:
- num outeiro próximo à margem direita do rio Tuela;
- no monte da Vidueira;
- no monte Cidadela ou Cidadelha, sobranceiro à vila.

Essas suposições justificam-se pelo aparecimento de moedas romanas no monte da Vidueira.

### O castelo medieval
A povoação de Vinhais é fruto das iniciativas de centralização do território de Trás-os-Montes nas chamadas "vilas novas", sob controle direto da Coroa, melhor aparelhadas para atrair e organizar as populações. Uma primeira tentativa para a sua constituição regista-se sob o reinado de D. Sancho II (1223-1248), uma segunda, sob o de seu irmão e sucessor, D. Afonso III (1248-1279) que lhe outorgou foral em 20 de Maio de 1253, até que se constituiu a vila, "num cabeço fronteiro a Crespos", onde já existia um núcleo de povoamento organizado em torno da Igreja de São Facundo..
Em meados do século XIII encontra-se a referência a Vinhais num documento de doação ao mosteiro leonês de São Martinho da Castanheira: "(...) in villa que vocitant Villar de Ossus in territorio Vinales". Vinhais, à época, não era um topónimo, mas sim um coronómio, visto que designava uma região, um território e não um lugar determinado.
Sob o reinado de D. Dinis (1279-1325), quando da elaboração do Catálogo de 1320-1321, não se encontra referida a sua Igreja Paroquial, o que indica que, tanto o templo quanto a fortificação terão tido construção bastante demorada. Datará do reinado deste soberano, possivelmente do final do século XIII a conclusão da cerca da vila, amparada por cinco ou seis torres, duas das quais flanqueando o portão. Por não possuir alcáçova, a torre de menagem integrava-se à cerca.
Sob o reinado de D. Fernando (1367-1433), o castelo foi ocupado por forças de Castela, entre 1369 e 1371.
Durante a crise de 1383-1385, o Alcaide-mor de Vinhais tomou partido por D. Beatriz, vindo posteriormente a reconhecer a soberania de D. João I (1385-1433). Esse processo não terá sido pacífico, uma vez que o seu Alcaide-mor, João Afonso Pimentel, revoltou-se em 1397 contra o soberano, passando-se para Castela, tendo a praça voltado à posse portuguesa apenas em 1403.
Sob o reinado de D. Afonso V (1438-1481), estando os domínios da povoação e seu castelo na família dos condes de Atouguia, o castelo foi objeto de reformas.
Posteriormente, sob o reinado de D. Manuel I (1495-1521), o castelo encontra-se figurado por Duarte de Armas (Livro das Fortalezas, c. 1509), de onde se pode depreender o mau-estado geral da fortificação: ao lado do portão principal, a face interna da torre de menagem, voltada para a vila, apresenta ruína e duas das torres restantes mostram desgaste nas fundações. Este soberano outorgou o Foral Novo à vila em 4 de Maio de 1512.

### Do século XVI aos nossos dias
A partir do século XVI, apesar de se terem edificado uma barbacã e torreões complementares, a fortificação assistiu uma série de edificações serem adossadas aos antigos muros com o crescimento da povoação. Afirma-se que, em 1527, as muralhas já estavam parcialmente derruídas.
No contexto da Guerra da Restauração (1640-1668), a povoação e seu castelo sofreram assédio:
"Em 1666, achando-se em Lisboa o III conde de S. João da Pesqueira (futuro 1º Marquês de Távora, criado por D. Pedro II Regente, de 7 de Janeiro de 1670), governador de Entre Douro e Távora (...). entretanto, o general galego D. BALTAZAR PANTOJA, pôs a ferro e fogo a província de Trás-os-Montes. Em 1 de Julho 1666 entrou por Montalegre, no dia 13 de Julho caiu sobre Chaves, no dia 14 de Julho os lugares de Faiões e Santo Estêvão, defendidos pelo sargento-mór ANTÓNIO DE AZEVEDO DA ROCHA, cometendo barbaridades. Recolhendo-se D. BALTAZAR PANTOJA a Monterey, praça galega ao Norte de Verim, e passados poucos dias volveu sobre Portugal, entrando por Monforte, veio pôr cerco a Vinhais, cercando com o seu exército o castelo, que era defendido pelo governador ESTÊVÃO DE MARIS, com os habitantes da vila e mais 50 auxiliares." (Pinho Leal. Portugal Antigo e Moderno.)
Este acontecimento ficou registado numa inscrição que chegou até aos nossos dias, na parede de uma casa que Estêvão de Maris, defensor de Vinhais, mandou fazer:
"ESTÊVÃO DE MARIS, GOVERNADOR DES / TA VILA DE VINHAIS, Fº DE Rº DE MORAIS DE TIO / ZELO, MANDOV FAZER ESTAS CASAS / NA E. DE MDCCVI (?) QUANDO PANTOXA / G L DO EXÉRCITO DE GALIZA COM O / MAIOR Q. SE VIO NESTA PROVÍNCIA / E LHE DEFENDEO A MURALHA CÕ / A GENTE NOBRE DA VILA E POV / QVA MAIS DE GRÃ E CÕ PERDER MVTÃ / LEVANTOU O SITIO E QUEIMOU AS / CASAS QUE FICAVÃO FORA DA MVRALHA"
Embora nos séculos XVII e XVIII tenham sido promovidas algumas reparações, estas foram de pequena monta.
No século XX, os remanescentes do castelo foram classificados como Imóvel de Interesse Público por Decreto publicado em 28 de Junho de 1947.
No início da década de 1960, a Câmara Municipal tentou demolir esses remanescentes, ao que a população se opôs, mobilizando-se em torno da sua memória. Como resultado, foram promovidos trabalhos de consolidação e restauro, a cargo da Direcção-Geral dos Edifícios e Monumentos Nacionais (DGEMN), no que sobrou: três portas, duas torres e alguns troços da antiga cerca, no lado Leste da povoação.
Recentemente, denúncias têm dado conta de uma das antigas torres, no centro histórico de Vinhais, está prestes a ruir, colocando em risco pedestres e veículos.

## Características
Embora não tenha restado muito do antigo conjunto medieval, sob o reinado de D. Dinis ele era integrado por uma cerca com planta no formato oval irregular, reforçada por cinco ou seis torres, duas das quais flanqueavam o portão principal. Sem que possuísse alcáçova, a torre de menagem estava integrada à cerca, o que confirma a tipologia gótica da fortificação.
Da figuração que nos foi legada por Duarte de Armas no início do século XVI, a torre de menagem destaca-se no conjunto, defendendo o portão principal. Este portão era encimado por um sólido torreão, apoiado, na face externa, em dois pilares de formato retangular. Uma segunda porta rasgava-se na barbacã, fronteira à torre de menagem. Voltada para o vale, rasgava-se uma porta de menores dimensões, ladeada por dois cubelos ameados. Além destes, a cerca, com um perímetro de cerca de 500 passos, era reforçada por mais três cubelos de planta quadrangular. Junto ao cubelo a Oeste, abria-se o poço, servido por uma escada sinuosa, adossada à barcabacã. No espaço assim delimitado erguiam-se as habitações e a Igreja de Nossa Senhora da Assunção.